# اریک نادسن
 اریک نادسن (انگلیسی: Erik Knudsen؛ زادهٔ ۲۵ مارس ۱۹۸۸) یک هنرپیشه اهل کانادا است. وی از سال ۱۹۹۹ میلادی تاکنون مشغول فعالیت بوده‌است. 
از فیلم‌ها یا برنامه‌های تلویزیونی که وی در آن نقش داشته است می‌توان به اره ۲، اره ۳، جیغ ۴، اره ۵، اره ۴، اره سه‌بعدی، حیوان‌صفت اشاره کرد.
بیشتر شهرت او بخاطر خلق شخصیت اسلندرمن است.